# 吳椿 (嘉靖進士)
吳椿（1525年—？），字壽卿，江西南昌府新建縣人，民籍，明朝政治人物。

## 生平
嘉靖三十四年（1555年）乙卯科江西鄉試第八名舉人。嘉靖三十八年（1559年）中式己未科會試第五十八名，二甲第五名進士。历官陕西布政司右参议，隆慶元年（1567年）十二月升广东按察司副使、巡视海道，復除浙江按察司副使，六年闰二月升贵州布政司右参政，万历三年（1575年）九月升广西按察使，五年正月升广西右布政使，六年八月升左布政使，八年正月考察去职。

## 家族
曾祖吳玉；祖父吳鳳；父吳必遂，母李氏。永感下。兄吴相。